# Khadra Hussein Mohammad
Khadra Hussein Mohammad é uma advogada somali que se tornou na primeira Procuradora Nacional Adjunta na Somalilândia em 2010. Ela foi apoiada na sua formação pelo Programa das Nações Unidas para o Desenvolvimento (PNUD).

## Carreira
A formação jurídica de Khadra Hussein Mohammad foi apoiada pelo Programa das Nações Unidas para o Desenvolvimento.  Ela estudou na Faculdade de Direito da Universidade de Hargeisa, que foi criada pelo PNUD. Mohammad então se juntou à Associação de Advogados da Somalilândia, o que lhe permitiu acessar a uma formação legal mais avançada do PNUD. Ela elogiou a organização, dizendo que foi um dos principais componentes que levou ao seu sucesso como advogada.
Depois de completar essa formação, ela trabalhou por um ano como técnica jurídica na Procuradoria Nacional.  Ela foi nomeada como Procuradora Nacional Adjunta em 2010, a primeira vez que uma mulher ocupou o cargo.  Ela disse que o aumento no número de advogadas devido ao trabalho do PNUD fez com que as vítimas femininas estivessem mais dispostas a se envolver com as autoridades.